# ۱۴ محرم
۱۴ محرم، چهاردهمین روز از ماه محرم در تقویم هجری قمری است.
در تقویم هجری قمری قراردادی این روز چهاردهمین روز سال است.